# Koto Tinggi (Gunuang Omeh)
Koto Tinggi is een bestuurslaag in het regentschap Lima Puluh Kota van de provincie West-Sumatra, Indonesië. Koto Tinggi telt 6002 inwoners (volkstelling 2010).